# Selma Kamanya
Selma Carlicia Kamanya (sinh ngày 31 tháng 12 năm 1996 tại Windhoek) là một người mẫu Namibia và chủ nhân cuộc thi sắc đẹp đã giành chiến thắng Hoa hậu Namibia 2018 vào ngày 7 tháng 7 năm 2018. Hiện cô sẽ đại diện cho Namibia tại cuộc thi Hoa hậu Hoàn vũ 2018.

## Cuộc sống cá nhân
Kamanya sống ở Windhoek, Namibia. Cô có bằng Cao đẳng Kinh tế và đang học lấy bằng tại Đại học Khoa học và Công nghệ Namibia (NUST).

## Cuộc thi sắc đẹp

### Hoa hậu Namibia 2018
Kamanya đã đăng quang như cuộc thi Hoa hậu Namibia 2018 vào ngày 7 tháng 7 năm 2018 tại Câu lạc bộ Đồng quê Windhoek. Cô đã thành công trong cuộc thi Hoa hậu Namibia 2017 Suné January.

### Hoa hậu Hoàn vũ 2018
Kamanya đại diện Namibia tại cuộc thi Hoa hậu Hoàn vũ 2018. Nhưng cô không lọt vào Top 20. 